# تمرد حزب العمال الكردستاني (2015–2025)
في أواخر تموز/يوليو 2015 ، اندلعت المرحلة الثالثة من الصراع الكردي التركي بين مختلف الجماعات المتمردة الكردية والحكومة التركية ، بعد عملية سلام فاشلة استمرت عامين ونصف العام بهدف حل الصراع الطويل الأمد.

## خط الزمني
- 23 يوليو - مقتل ضابط شرطة تركي وإصابة آخر بجروح خطيرة عندما فتح مسلحون من حزب العمال الكردستاني النار عليهم في محافظة ديار بكر. في نفس اليوم ، قُتل جندي وأصيب اثنان عندما أُطلقت أعيرة نارية على نقطة تفتيش حدودية من خارج الحدود السورية ؛ وردت قوات الأمن التركية على النار. يُلقي اللوم على الهجوم حاليًا على الميليشيات الجهادية المرتبطة بالدولة الإسلامية.[22][23]
- 24 يوليو - تم إطلاق عملية الشهيد يلتسين من قبل القوات الجوية التركية ضد مواقع دولة العراق الإسلامية والشام (داعش) في مواقع حزب العمال السوري وكردستان (PKK) في شمال العراق يومي 24 و25 يوليو 2015. قصف حزب العمال الكردستاني مركز شرطة في محافظة ديار بكر ، مما أسفر عن إصابة 7 من ضباط الشرطة.[24][25]
- 25 يوليو - انفجار سيارة مفخخة من حزب العمال الكردستاني أسفر عن مقتل جنديين أتراك وجرح 4 في محافظة ديار بكر ؛ بعد ساعات من ذلك ، هاجم المقاتلون الكرد المقنعون دورية للشرطة في إسطنبول ، مما أدى إلى إصابة 3 من ضباط الشرطة بجروح بالغة وإيذاء مدني واحد بجروح طفيفة. في نفس اليوم ، اختطف مقاتلو حزب العمال الكردستاني 15 من عمال البناء وضابط شرطة في مقاطعة سيرناك. أطلقت الطلقات.[25][26]
- 26 يوليو - مقتل ضابط شرطة تركي بنيران من منزل بمنزله في إسطنبول أثناء احتجازه لمشتبهين بالإرهاب في الحي. ليس من الواضح ما إذا كان حزب العمال الكردستاني أم حزب اليسار الديمقراطي DHKP-C مسؤول عن إطلاق النار.[27]
- 27 يوليو - قتل ضابط درك تركي في هجوم لحزب العمال الكردستاني في مقاطعة موس بشرق تركيا.[28]
- 29 يوليو - قتل 3 جنود أتراك أثناء تأمين طريق في سيرناك في كمين منسق لحزب العمال الكردستاني. قتل أحد مقاتلي حزب العمال الكردستاني.[29]
- 29 يوليو - في نفس اليوم ، شن مسلحو حزب العمال الكردستاني هجومًا صاروخيًا على مجمع في مقاطعة هكاري يضم العديد من المسؤولين الحكوميين الأتراك. لم تقع إصابات ، لكن الحكومة التركية وعدت «بالانتقام».[30]
- 30 يوليو - قتل 3 جنود أتراك ، بينهم ضابط رفيع المستوى ، أثناء محاولتهم تأمين طريق في مقاطعة سيرناك. وفي نفس اليوم ، قُتل ضابط شرطة ومدني واحد كان يجلسان أمام منزل شاي في إطلاق نار من سيارة مسرعة في حي سينار بمقاطعة ديار بكر.[31][32]
- 31 يوليو / تموز - قُتل ضابطان من الشرطة ومقاتلان كردستان في هجوم لحزب العمال الكردستاني على مركز للشرطة في أضنة. اقتحم مقاتلو حزب العمال الكردستاني مخفر الشرطة أثناء تغطيتهم للهجوم بنيران كثيفة وقتلوا ضابطي أمن. وردت الشرطة التركية بإطلاق النار وقتلوا أكراد اثنين. اتخذت قوات الأمن إجراءات صارمة لتأمين الهجوم على الدائرة والمنطقة المحيطة بها.[33]
- 1 أغسطس - مقتل ضابطي شرطة وجندي واحد في هجومين منفصلين لحزب العمال الكردستاني. قُتل ضباط الشرطة في تفجير انتحاري لحزب العمال الكردستاني على مركزهم بينما صادف الجندي لغم أرضي دفنه حزب العمال الكردستاني في ماردين.[34]
- 2 أغسطس - قتل 3 جنود عندما شن مقاتلو حزب العمال الكردستاني هجوما انتحاريا على موقع للجيش في مقاطعة أغري الحدودية. قاد مقاتلو حزب العمال الكردستاني جرارًا قديمًا مملوءًا بالمتفجرات إلى القاعدة وفجروه ، مما أدى إلى إصابة 31 جنديًا إضافيًا ، 4 منهم في حالة خطيرة.[35]
- 2 أغسطس / آب - قُتل جندي واحد وأصيب 8 جنود بينما دهست مركبتهم المسلحة لغم أرضي لحزب العمال الكردستاني في بلدة مديات.[36]
- 3 أغسطس - شن حزب العمال الكردستاني هجومين مختلفين في مقاطعة بيتليس بشرق تركيا: في الساعات الأولى من يوم 3 أغسطس ، قام مقاتلو حزب العمال الكردستاني بتفجير لغم أرضي على طريق بيتليس - ديار بكر السريع أثناء مرور مركبتين عسكريتين ؛ وقبل ذلك بساعات ، فتح المقاتلون الكرد النار على مستشفى عسكري في بيتليس. لم يؤدِ الهجومان إلى وقوع إصابات.[37]
- 4 أغسطس / آب - قُتل 3 جنود أتراك في هجومين منفصلين في مقاطعة سيرناك: قتل الدرك التركي الخاص عبد القادر بكتاش والرقيب محمد أكار في انفجار عبوة ناسفة أثناء قيامهما بدورية بالقرب من قرية بالفيرين. قتل الجندي عبد الحالك آراز بنيران الأسلحة في منطقة سيلوبي بمقاطعة سيرناك.[38]
- 4 أغسطس - في نفس اليوم ، قام حزب العمال الكردستاني بشن هجوم كبير بالقنابل على خط أنابيب شاه دنيز وهو يحمل الغاز الطبيعي من أذربيجان إلى تركيا ، لكن الهجوم لم يوقف تدفق الغاز لأنه توقف في السابق من أجل الصيانة.[39]
- 6 آب / أغسطس - مقتل 3 شبان كرد وجرح 7 مدنيين في اشتباكات بين أنصار حزب العمال الكردستاني وقوات الأمن في منطقة سيلوبي بمقاطعة سيرناك. أصيب ضابطان من الشرطة بنيران الرصاص أثناء قيامهما بواجب مكافحة الشغب ؛ اندلعت أعمال شغب عندما قام سكان كردش محليون ببناء حواجز لمنع قوات الأمن التركية من تدمير ملاجئ حزب العمال الكردستاني المهجورة في جميع أنحاء المدينة.[40]
- 7 أغسطس / آب - قُتل جندي تركي برصاص أثناء قيامه بدورية في موقع هجوم الحرق العمد لحزب العمال الكردستاني على مركبات في مقاطعة فان جنوب شرق تركيا. قُتل موظف بالحافلة وأصيب ثلاثة مواطنين إيرانيين في الحادث عندما فتح المقاتلون الكرد النار على حافلة إيرانية يرفضون التوقف عند نقطة تفتيش حزب العمال الكردستاني.[41][42]
- 7 أغسطس / آب - قُتل ضابط شرطة تركي وأصيب آخر على الأقل عندما أطلق حزب العمال الكردستاني قنبلة ذخيرة صاروخية على عربتهم المدرعة بينما كانت قوات الأمن تشارك في مهمة لمكافحة الشغب في تشيزري بمقاطعة سيرناك. كما قُتل 3 من ضباط الشرطة في هجمات منفصلة في الأقاليم الجنوبية الشرقية بتركيا.[43][44]
- 8 أغسطس - أعلنت KODAR (الجمعية الديمقراطية والحرة لكردستان الشرقية ، التي يُعتبر اسمها حزب العمال الكردستاني في إيران) وجناحها المسلح عن مقتل 20 من ضباط الشرطة الإيرانيين في هجوم على مدينة ماريوان ، كردستان الإيرانية.[45]
- 8 أغسطس - مقتل ضابط شرطة تركي بعد إصابته بطلقات نارية في اشتباكات الجمعة بين قوات الأمن وأعضاء حزب العمال الكردستاني في منطقة سيلوبي بمقاطعة سيرناك جنوب شرق تركيا.[46]
- 9 أغسطس - مقتل ضابط شرطة وجرح آخر في هجوم لحزب العمال الكردستاني في مديات بولاية ماردين.[47]
- 9 أغسطس - تم القبض على أحد مقاتلي حزب العمال الكردستاني المفترض تورطه في مقتل ضابط أمن تركي يوم السبت بعد إصابته في اشتباك مع الجيش التركي يوم الاثنين [48]
- 10 أغسطس - مقتل جندي تركي وجرح آخر عندما شن حزب العمال الكردستاني هجوما على طائرة هليكوبتر تابعة للجيش في مقاطعة سيرناك جنوب شرق تركيا [49]
- 10 أغسطس - مقتل 4 من ضباط الشرطة الأتراك بسبب لغم أرضي لحزب العمال الكردستاني في مقاطعة سيرناك.[50]
- 10 أغسطس - في الصباح ، قامت مجموعتان بهجمات متزامنة مع قاذفات صواريخ على قسم شرطة المقاطعة وقيادة الدرك في منطقة ليتس جنوب شرق البلاد في مقاطعة ديار بكر ، ولم يبلغ عن وقوع إصابات.[50]
- 10 أغسطس - مقتل ضابط شرطة تركي في إسطنبول خلال هجوم انتحاري بسيارة مفخخة ضد قسم للشرطة بينما قتل متشددان هاجما مركز الشرطة.[51][52]
- 10 أغسطس - تعرضت القنصلية الأمريكية في إسطنبول لهجوم من قبل اثنين من مقاتلي جبهة التحرير الشعبية الثورية (DHKP-C)، في وقت لاحق تم القبض على أحد المتشددين.[53]
- 11 أغسطس / آب - توفي جندي واحد متأثرًا بجراحه بعد أن شن مقاتلو حزب العمال الكردستاني هجومًا منسقًا في الساعة الثانية صباحًا ضد قاعدة جيش أكزين في مقاطعة سيرناك.[54]
- 12 أغسطس - مقتل ضابط درك تركي وإصابة 4 جنود وحارسين قرويين في هجوم لحزب العمال الكردستاني على قاعدتهم في ديار بكر. كما قتل مهاجمان ، حسبما ذكرت قوات الأمن التركية. حزب العمال الكردستاني نفى هذا الادعاء.[55]
- 13 أغسطس - مقتل جندي تركي في مقاطعة سيرناك. الجيش التركي شن هجمات ضد 17 من أهداف حزب العمال الكردستاني ردا على ذلك [56]
- 13 أغسطس / آب - قُتل جندي تركي بتجاوزه لغم أرضي لحزب العمال الكردستاني في مقاطعة بينغول ، بينما قُتل سبعة من مقاتلي حزب العمال الكردستاني في اشتباكات [57][58]
- 14 أغسطس - مقتل 3 جنود وجرح 6 آخرين على يد حزب العمال الكردستاني في مقاطعة هكاري الجنوبية الشرقية خلال المصادمات [59]
- 15 أغسطس - مقتل 3 جنود وجرح 6 آخرين على يد حزب العمال الكردستاني في مقاطعة بينغول ، فجر حزب العمال الكردستاني قنبلة عبر جهاز تحكم عن بعد عندما كانت مركبة مدرعة عسكرية تمر على الطريق الذي وضعت فيه القنبلة.[60]
- 15 أغسطس - قتل ضابط شرطة على يد حزب العمال الكردستاني في مقاطعة هكاري.[61]
- 19 آب / أغسطس - قُتل 8 جنود أتراك عندما فجر فخ مفخخ لحزب العمال الكردستاني سيارتهم في مقاطعة سيرت.[62]
- 20 أغسطس - قتل 4 جنود أتراك في اشتباكات مع مقاتلي حزب العمال الكردستاني في منطقتين منفصلتين بمقاطعة ديار بكر التركية.[63]
- 21 آب / أغسطس - توفي قبطان من الجيش التركي متأثراً بجراحه إثر هجوم شنه حزب العمال الكردستاني خلال الليل على موقعه في محافظة سيرناك.[64]
- 24 أغسطس - مقتل جنديين في انفجار لغم أرضي في مقاطعة هكاري.[65]
- 30 أغسطس - مقتل طفل يبلغ من العمر 13 عامًا (فيرات سيمبيل) بسبب الألغام الأرضية لحزب العمال الكردستاني على الطريق في سيلفان بمقاطعة ديار بكر.[66]
- 31 أغسطس / آب - قُتل طبيب مدني واحد على يد حزب العمال الكردستاني أثناء محاولته الهرب بسيارة من حصار حزب العمال الكردستاني على الطريق في محافظة ديار بكر.[67]
- 3 سبتمبر - قتل 4 من ضباط الشرطة الأتراك بسبب لغم أرضي لحزب العمال الكردستاني في مقاطعة ماردين.[68]
- 4 سبتمبر / أيلول - قُتل ضابط شرطة تركي واحد وأصيب ضابط شرطة ومدنيان في هجوم شنه مسلحون أكراد على مركز للشرطة في مدينة تونشيلي.[69]
- 6 سبتمبر - مقتل ضابط شرطة وجرح ثلاثة آخرين في ديار بكر.[70]
- 6 سبتمبر - مقتل 16 جنديا في هجوم على قافلة في مقاطعة هكاري. ضربت طائرتان من طراز F-16 و2 من طراز F-13 13 هدفًا لحزب العمال الكردستاني.[71]
- 8 سبتمبر - ضربت عشرات الطائرات التركية أهداف حزب العمال الكردستاني في شمال العراق خلال الليل ، مما أسفر عن مقتل عشرات من مقاتلي حزب العمال الكردستاني.[72]
- 8 سبتمبر - مقتل 15 من ضباط الشرطة في هجومين بالقنابل. 14 ضابط شرطة لقوا حتفهم في حافلة صغيرة في مقاطعة igdir. قُتل ضابط شرطة وجُرح ثلاثة آخرون في هجوم بقنبلة في مقاطعة ماردين..
- 24 أيلول / سبتمبر - قُتل سائق سيارة إسعاف مدني وجنديان تركيان على يد حزب العمال الكردستاني في سيرناك ، بياتوشيباب. وأصيب 8 جنود أتراك و6 من رجال الشرطة وحارس قروي واحد. تم اختطاف طاقمين طبيين آخرين على يد حزب العمال الكردستاني. أفادت القوات المسلحة التركية عن مقتل 34 من مقاتلي حزب العمال الكردستاني في الموقع الرسمي.[73][74]
- 27 أيلول / سبتمبر - فقد مدنيان ، من بينهم فتاة في التاسعة من العمر (أليف شيمسيك) حياتهم وجرح خمسة مدنيين إثر هجوم صاروخي شنه حزب العمال الكردستاني على سيارة شرطة تضرب المنزل المدني في مقاطعة ديار بكر ، بسميل. قتل متشددان من حزب العمال الكردستاني بعد عملية للشرطة.[75]
- 8 أكتوبر / تشرين الأول - توفى طفل (حسن يلماز) يبلغ من العمر 9 أعوام وجُرح ثلاثة آخرون عندما انفجرت قنبلة عثر عليها على حاجز حزب العمال الكردستاني في مقاطعة سيلفان في جنوب شرق مقاطعة ديار بكر.[76]
- 10 أكتوبر - تفجيرا أنقرة 2015 : أسفرت عدد من التفجيرات في أنقرة عن قتل 97 شخصًا وتجرح أكثر من 400 آخرين ، خلال تجمع سلام لحل التمرد الكردي في الشرق. يشتبه في داعش للتفجير.